# Löbersdorf (Zörbig)
Löbersdorf ist ein Ortsteil der Ortschaft Göttnitz innerhalb der Stadt Zörbig im Landkreis Anhalt-Bitterfeld (Sachsen-Anhalt). Löbersdorf ist einer der 18 Orte, die gemeinsam die Stadt Zörbig bilden.

## Geografie
Löbersdorf liegt südlich der Fuhneaue.

## Geschichte
Löbersdorf gehörte bis 1815 anteilig zu den kursächsischen Ämtern Zörbig und Delitzsch. Letzterer Anteil bildete mit dem benachbarten Göttnitz eine Exklave des Amts Delitzsch, die schriftsässig zum Rittergut Ostrau gehörte und im 17./18. Jahrhundert auch Löbsdorf geschrieben wurde.
Weiterhin gehörte ein Freihof im Ort in das Amt Petersberg, welches der sächsische Kurfürst August der Starke mit allem Zubehör im Jahre 1697 an Brandenburg-Preußen verkaufte. Der Freihof war nun umgeben von kursächsischem Gebiet und gehörte zum preußischen Saalkreis im Herzogtum Magdeburg. Durch den Frieden von Tilsit kam er im Jahr 1807 zum Königreich Westphalen und wurden dem Kanton Löbejün angegliedert, welcher sich im Distrikt Halle des Departements der Saale befand.
Nach der Niederlage Napoléons und dem Ende des Königreichs Westphalen im Jahr 1813 sowie durch die Beschlüsse des Wiener Kongresses 1815 kam der gesamte Ort Löbersdorf zu Preußen und wurde 1816 dem Landkreis Bitterfeld im Regierungsbezirk Merseburg der Provinz Sachsen zugeteilt, zu dem er bis 1944 gehörte.
Löbersdorf wurde am 20. Juli 1950 in die Gemeinde Göttnitz eingemeindet. Am 1. März 2004 wurde die ehemalige Gemeinde Göttnitz mit ihrem Ortsteil Löbersdorf als Ortschaft in die neue Einheitsgemeinde Stadt Zörbig eingegliedert.

## Verkehrsanbindung
Löbersdorf liegt westlich der Bundesstraße 183.